# Axima spinifrons
Axima spinifrons är en stekelart som beskrevs av Walker 1862. Axima spinifrons ingår i släktet Axima och familjen kragglanssteklar. Inga underarter finns listade.